# Diastella
Diastella Salisb. ex Knight – rodzaj roślin z rodziny srebrnikowatych (Proteaceae). Obejmuje co najmniej 7 gatunków występujących endemicznie w południowo-zachodniej części Republiki Południowej Afryki.

## Systematyka
Pozycja i podział rodziny według Angiosperm Phylogeny Website (aktualizowany system APG III z 2009)
Rodzaj z rodziny srebrnikowatych stanowiącej grupę siostrzaną dla platanowatych, wraz z którymi wchodzą w skład rzędu srebrnikowców, stanowiącego jedną ze starszych linii rozwojowych dwuliściennych właściwych. W obrębie rodziny rodzaj stanowi klad bazalny w plemieniu Leucadendreae P.H. Weston & N.P. Barker, 2006. Plemię to klasyfikowane jest do podrodziny Proteoideae Eaton, 1836
Wykaz gatunków
| - Diastella buekii (Gand.) Rourke - Diastella divaricata (Berger) Rourke - Diastella fraterna Rourke - Diastella myrtifolia (Thunb.) Salisb. ex Knight - Diastella parilis Salisb. ex Knight - Diastella proteoides (L.) Druce - Diastella thymelaeoides (Berger) Rourke |